# Miklós Ungvári

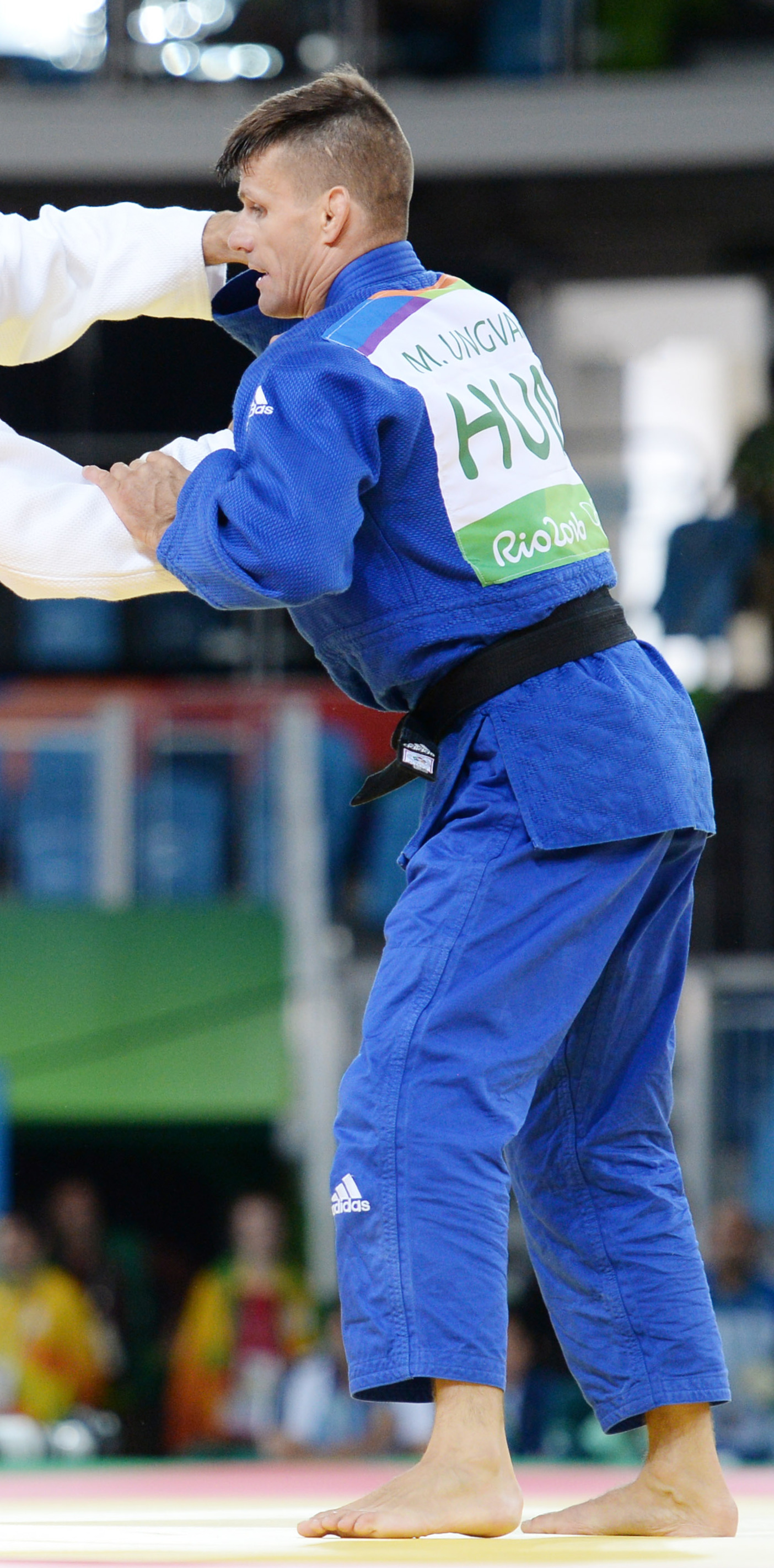
Miklós Ungvári bei den Olympischen Spielen 2016 in Rio de Janeiro

Miklós Ungvári (* 15. Oktober 1980 in Cegléd) ist ein ungarischer Judoka. Er war dreimal Europameister im Halbleichtgewicht (bis 66 kg).

## Sportliche Karriere
Ungvári war 1995 bis 1997 dreimal in Folge ungarischer Kadettenmeister in Gewichtsklassen unter 50 kg. Von 2000 bis 2012 war er überwiegend im Halbleichtgewicht aktiv, danach meist im Leichtgewicht (bis 73 kg). 2001 gewann er seinen ersten von sieben ungarischen Meistertiteln: 2001, 2002, 2003, und 2007 siegte er im Halbleichtgewicht, 2006, 2010 und 2013 war er im Leichtgewicht erfolgreich.
2002 gewann Ungvari in Warschau sein erstes Weltcupturnier. Bei den Europameisterschaften 2002 in Maribor gewann er das Finale gegen den Slowaken Jozef Krnáč. Im Jahr darauf belegte er den siebten Platz. Bei den Olympischen Spielen 2004 schied er in seinem zweiten Kampf gegen den Portugiesen João Pina aus. Ende 2004 siegte Ungvári bei den Studentenweltmeisterschaften und wurde mit der ungarischen Mannschaft Zweiter. 2005 erreichte er das Finale bei den Europameisterschaften, verlor dann aber gegen den Aserbaidschaner Elchin Ismayilov. Bei den Weltmeisterschaften 2005 in Kairo unterlag Ungvári früh gegen den späteren Weltmeister João Derly aus Brasilien, gewann dann aber in der Hoffnungsrunde vier Kämpfe und erhielt eine Bronzemedaille. Bei den Mannschaftseuropameisterschaften 2005 belegten die Ungarn den zweiten Platz. 2006 belegte Ungvári den zweiten Platz bei den Studentenweltmeisterschaften. 2007 erreichte er den fünften Platz bei den Europameisterschaften. Bei den Weltmeisterschaften 2007 in Rio de Janeiro unterlag er im Viertelfinale gegen den Kubaner Yordanis Arencibia, nach drei Siegen in der Hoffnungsrunde erhielt er, wie zwei Jahre zuvor, die Bronzemedaille. 2008 erreichte Ungvári das Finale bei den Europameisterschaften in Lissabon, dort unterlag er dem Georgier Sasa Kedelaschwili. Bei den Olympischen Spielen 2008 besiegte er Kedelaschwili in der zweiten Runde, unterlag aber in seinem dritten Kampf gegen den Russen Alim Gadanow. 
Die Europameisterschaften 2009 fanden in Tiflis statt, Ungvári besiegte im Halbfinale den Russen Gadanow, im Finale gewann er gegen den Polen Tomasz Kowalski. Bei den Weltmeisterschaften in Rotterdam unterlag er im Halbfinale gegen den Spanier Sugoi Uriarte, gewann danach aber den Kampf um Bronze gegen den Rumänen Dan Fâșie. Bei den Mannschaftseuropameisterschaften siegten 2009 die Ungarn. 2010 bei den Europameisterschaften in Wien unterlag Ungvári im Finale gegen den Spanier Uriarte. Bei den Weltmeisterschaften 2010 erreichte er den siebten Platz. Nach 2002 und 2009 gewann Ungvári 2011 in Istanbul seinen dritten Europameistertitel durch einen Finalsieg über Tərlan Kərimov aus Aserbaidschan. Im Jahr darauf unterlag er bei den Europameisterschaften in Tscheljabinsk im Halbfinale gegen Alim Gadanow und verlor anschließend auch den Kampf um die Bronzemedaille gegen den Slowenen Rok Draksić. Bei den Olympischen Spielen in London gewann er das Halbfinale gegen Sugoi Uriarte, im Finale unterlag er gegen den Georgier Lascha Schawdatuaschwili.
Nach seinem Aufstieg ins Leichtgewicht gewann er 2014 Bronze bei den Europameisterschaften in Montpellier, nachdem er im Halbfinale gegen den Niederländer Dex Elmont verloren hatte. 2015 belegte er sowohl bei den im Rahmen der Europaspiele in Baku ausgetragenen Europameisterschaften als auch bei den Weltmeisterschaften in Astana den siebten Platz. Bei seiner vierten Olympiateilnahme unterlag er 2016 in Rio de Janeiro im Viertelfinale gegen Rustam Orujov aus Aserbaidschan, im Kampf um Bronze siegte der Belgier Dirk Van Tichelt. Ebenfalls den fünften Platz belegte Ungvári bei den Europameisterschaften 2017 in Warschau.